# Telmy Własne
Telmy Własne (biał. Тэльмы 1, Telmy 1; ros. Тельмы 1) – wieś w rejonie brzeskim obwodu brzeskiego, oddalona o ok. 17 km od Brześcia. Centrum administracyjne sielsowietu telmińskiego. 

## Historia
Nazwa wsi pochodzi od XVIII-wiecznego właściciela wsi - Thelmana, ziemianina pochodzenia niemieckiego.
W 1915 roku ludność Telm masowo ewakuowała się w głąb Rosji w związku z ofensywą wojsk niemieckich, w trakcie której wieś została spalona. Wielu z uciekinierów powróciło w rodzinne strony dopiero w 1920 r., kiedy Telmy znajdowały się już na terytorium odrodzonej Rzeczypospolitej. Powracającym mieszkańcom pomagał polski ziemianin i lekarz Dmitriewski, którego dwór znajdował się w sąsiedniej wsi Jamno (Jamne). 
Po włączeniu wsi do BSPP w latach 1939–40 działała w Telmach szkoła wiejska oraz został zorganizowany sielsowiet, na którego czele stanął Polak z pochodzenia - I. W. Solejko - po agresji niemieckiej na ZSRR działacz ruchu oporu, sekretarz konspiracyjnego komitetu antyfaszystowskiego rejonu brzeskiego. 
Po wojnie mimo oporu mieszkańców przeprowadzono kolektywizację. Rozwój miejscowości nastąpił w latach 70.

## Współczesność
Obecnie w miejscowości działa parafia prawosławna pw. św. Kseni Petersburskiej, dom kultury, szkoła ogólnokształcąca i szkoła muzyczna, przedszkole, przychodnia, szkoła sportowa dla dzieci, poczta, 6 sklepów. Tu swoją siedzibę ma też "Sowchoz Brzeski".
W planach rozwoju istnieje projekt włączenia wsi w obręb miasta Brześć.